# José Gaspar Rodríguez de Francia
José Gaspar Rodríguez de Francia y Velasco Doktor Francia, (Yaguarón, Paragvaj, 6. siječnja 1766. – 20. rujna 1840.), bio je prvi vođa Paragvaja u periodu od 1814. do 1840. godine Francia je zaslužan što je Paragvaj postao neovisna i izolirana država.

## Životopis
Poslije završenih teoloških i pravnih studija radio je kao pravnik i sudac u Asunciónu. Odmah po izbijanju revolucije 1811. godine, postaje sekretar revolucionarne hunte, 1813. godine konzul, 1814. godine diktator i 1817. godine doživotni diktator.
Francia je bio inspiriran Rousseauovim "Socijalnim ugovorom" i želio je izgraditi društvo u ovom smislu, ali su ga usporedo inspirirali i Robespierre i Napoleon I. Da bi proveo svoju utopiju u naum, izolirao je državu protiv svih utjecaja izvana, pokušavši osnovati industriju za vlastite potrebe države. Kao despot upravljao je državom uz pomoć terora i represalija.
U narodu je bio poznat kao "El Supremo", najviši.
Zabranio je sve opozicijske stranke i ukinuo visoko obrazovanje, novine, poštu i inkviziciju, istovremeno osnivajući tajnu policiju. Vremenom je preuzimao vlasništvo Katoličke Crkve i njihovo zemljište je koristio za kolektivnu zemljoradnju. Samoproglasio se vođom Katoličke Crkve Paragvaja, što je bio povod njegove ekskomunikacije od strane pape.
Posljednjih godina života bilo je sve jasnije da je psihički bolestan. Francia je odlučio da se svi psi moraju ustrijeliti. Naredio je da ga svi moraju pozdraviti s podignutim šeširom, a oni koji nisu nosili šešir morali su nositi obod kojeg bi podizali kad je Francia prolazio.
Umro je 20. rujna 1840. godine a nedugo prije smrti je uništio sve svoje papire osjećajući da mu se bliži kraj.